# Мађарска нотација
Мађарска нотација је конвенција именовања идентификатора у програмирању у којој назив променљиве или функције указује на њену намену или врсту, а у неким дијалектима и њен тип. Оригинална мађарска нотација користи намеру или врсту у својој конвенцији именовања, а понекад се назива и Apps Hungarian јер је постала популарна у   Microsoft Apps дивизији за развој Ворда, Ексела и других апликација. 
Мађарска нотација дизајнирана је тако да буде независна од језика и нашла је своју прву главну употребу са програмским језиком BCPL. Будући да BCPL нема врсте података осим машинске речи, ништа у самом језику не помаже програмеру да памти типове променљивих. Мађарска нотација то покушава исправити пружањем програмеру изричито знање о врсти података сваке променљиве. 
У мађарској нотацији, име променљиве почиње групом малих слова која је мнемоника за врсту или сврху те променљиве, а затим било које име које је програмер изабрао; овај последњи део се понекад зове „дато име”. Први знак датог имена може се написати великим словом да би се одвојио од индикатора типа (видети Camel case). 

## Историја
Оригиналну мађарску нотација, која се сада зове Apps Hungarian, измислио је Чарлс Симоњи, програмер који је радио у Xerox PARC у периоду од око 1972. до 1981. године, а касније је постао главни архитекта Мајкрософта. 
Име ове ознаке односи се на Симоњијево порекло; мађарска имена су „обрнута“ у поређењу са већином других европских имена; презиме је на првом, док је име на другом месту. На пример, на српском би његово име било „Чарлс Симоњи“, док би на мађарском језику било „Симоњи Чарлс“. На исти начин, у мађарској нотацији, име типа претходи „датом имену“ променљиве. 

## Примери
- bBusy  : булов тип
- chInitial  : карактер
- cApples  : број предмета
- dwLightYears  : двострука реч
- fBusy  : флег или број са покретним зарезом
- nSize  : цео број
- iSize  : цео број (енгл. integer) или индекс
- fpPrice : број са покретним зарезом
- dbPi  : број са двоструком тачношћу
- pFoo  : показивач
- rgStudents  : низ или распон
- u16Identifier  : неозначени 16-битни цели број
- u32Identifier  : неозначени 32-битни цели број
- fnFunction  : име функције